# Ary de Sá
Ary Façanha de Sá (né le 1er avril 1928 et mort le 16 août 2020) est un sauteur en longueur brésilien.
Aux Jeux olympiques d'été de 1952, il se classe quatrième au saut en longueur avec la marque de 7,23 m, et a également participé aux Jeux olympiques d'été de 1956. 
Par ailleurs, il est sacré champion sud-américain de saut en longueur en 1952, et remporte des médailles d'argent en 1956 et 1958 et une médaille de bronze en 1954. Il est également médaillé de bronze aux Jeux panaméricains de 1955  et médaillé d'or aux Jeux mondiaux étudiants de 1955.